# Кирк, Энди
Энди Кирк (англ. Andy Kirk; 28 мая 1898, Ньюпорт — 11 декабря 1992, Нью-Йорк) ― американский джазовый саксофонист и тубист.
Энди Кирк не стремился быть ведущим музыкантом (по крайней мере он никогда по-настоящему не солировал), аранжировщиком или известной личностью. В то же время в 1930-х — 1940-х он был успешным руководителем оркестра.
Он начинал играть на басовом саксофоне и тубе в Денвере в оркестре Джорджа Моррисона (George Morrison) в 1918. В 1925 он перебрался в Даллас, где играл в Dark Clouds of Joy под управлением Теренса Холдера (Terrence Holder). В 1929 он берёт шефство над оркестром, изменяет название на Andy Kirk's Twelve Clouds of Joy и перебирается в Канзас Сити, где находит работу в танцзале Pla-Mor Ballroom на пересечении 32-й и Main. В этом же году оркестр делает свою первую хитовую запись для Brunswick Records. Пианистка Мэри Лу Уильямс присоединилась к оркестру в самый последний момент перед записью, но она настолько удивила шефа Brunswick Дэйва Каппа (Dave Kapp), что было решено оставить её в основном составе.
В оркестре она заменила пианиста Марион Джексона (Marion Jackson), который не совсем подходил для этой позиции. С приходом Уильямс состав оркестра долгое время был относительно стабильным. Многие из его участников впоследствии стали знаменитостями: тенор саксофонист Бадди Тэйт (Buddy Tate), скрипач Клод Уильямс (Claude Williams), вокалист Фа Террелл (Pha Terrell) и тогдашний муж Мэри Лу саксофонист Джон Уильямс. По размеру оркестр был меньше большинства свинговых биг бендов того периода, что имело как свои преимущества, так и недостатки. Недостаток заключался в том, что потеря одного из исполнителей могла быть разрушительной для состава.
В течение 1929—1930 они записывают несколько превосходных горячих композиций с такими исполнителями, как скрипач Клод Уилльямс (Claude Williams) и трубач Эдгар «Пуддингхэад» Бэттл (Edgar "Puddinghead" Battle).
На удивление оркестр Кирка не делает ни единой записи в период 1931—1935, но в 1936 (когда они перебрались в Нью-Йорк) оркестр немедленно добивается успеха с популярным хитом «Until the Real Thing Comes Along», на котором представлен высокий голос Фа Террелла (Pha Terrell).
В последующие годы такие превосходные солисты, как тенор саксофонист Дик Уилсон (Dick Wilson), один из первых электрогитаристов Флойд Смит (Floyd Smith), Дон Байяс (Don Byas), Гарольд «Шорти» Бэйкер (Harold "Shorty" Baker), Ховард МакГи (Howard McGhee) (1942-43), Джимми Форрест (Jimmy Forrest), даже Фэтс Наварро (Fats Navarro) и (недолго) Чарли Паркер были в числе сайдменов Кирка. Однако наиболее значимой артисткой оркестра становится пианистка Мэри Лу Уильямс, и как солистка, и как аранжировщица.
В 1941 умирает саксофонист Дик Уилсон (Dick Wilson), а в следующем году Мэри Лу решает начать независимую сольную карьеру. После этого оркестр всё ещё имел некоторый успех, исполняя более попсовый материал, который нравился широкой публике.
В 1948 Энди Кирк был вынужден распустить свой оркестр, который записывался в основном для Decca.
В последующие годы он занялся продажей недвижимости и отельным бизнесом и работал официальным лицом в профсоюзе музыкантов (Musicians' Union). Оркестр был единственный раз воссоздан в 1956, но в его составе практически не было музыкантов первого оригинального состава.